# Яри (язык)
Яри (Yarí) — неклассифицированный индейский язык, на котором говорит неконтактный народ яри, который проживает на реке Верхняя Ваупес около Пуэрто-Наре; на реке Яри над водопадами Эль-Капитан департамента Какета в Колумбии.
Возможно, является фиктивным языком, он был удалён из списка языков онлайн-справочника Ethnologue в версии 2015 года.